# Ankenbälli (Grindelwald)
Ankenbälli är en bergstopp i kommunen Grindelwald i kantonen Bern i Schweiz. Den är belägen i Bernalperna, cirka 60 kilometer sydost om huvudstaden Bern. Toppen på Ankenbälli är 3 160 meter över havet.